# Kullaspetsvivel
Kullaspetsvivel (Apion dispar) är en skalbaggsart som beskrevs av Ernst Friedrich Germar 1817. Kullaspetsvivel ingår i släktet Apion, och familjen spetsvivlar. Arten är reproducerande i Sverige.